# Unchained (album av Johnny Cash)
Unchained är ett musikalbum av Johnny Cash, utgivet 1996. Det var det andra albumet i hans American-serie och producerades liksom de övriga albumen i serien av Rick Rubin. Cash ackompanjeras på albumet av Tom Petty & the Heartbreakers. Merparten av låtarna är covers.
Cash tilldelades för albumet en Grammy för bästa countryalbum.

## Låtlista
1. "Rowboat" (Beck) - 3:44
2. "Sea of Heartbreak" (Hal David/Paul Hampton) - 2:43
3. "Rusty Cage" (Chris Cornell) - 2:50
4. "The One Rose (That's Left in My Heart)" (Del Lyon/Lani McIntire) - 2:26
5. "Country Boy" (Johnny Cash) - 2:31
6. "Memories Are Made of This" (Richard Dehr/Terry Gilkyson/Frank Miller) - 2:19
7. "Spiritual" (Josh Haden) - 5:07
8. "The Kneeling Drunkard's Plea" (Maybelle Carter/Anita Carter/Helen Carter/June Carter Cash) - 2:33
9. "Southern Accents" (Tom Petty) - 4:41
10. "Mean Eyed Cat" (Johnny Cash) - 2:34
11. "Meet Me in Heaven" (Johnny Cash) - 3:21
12. "I Never Picked Cotton" (Bobby George/Charles Williams) 2:39
13. "Unchained" (Jude Johnstone) - 2:52
14. "I've Been Everywhere" (Geoff Mack) - 3:18